# حمام علی مصطفی
حمام علی مصطفی مربوط به دوره قاجار است و در اورمیه، داخل بازار قدیمی واقع شده و این اثر در تاریخ ۱۰ خرداد ۱۳۸۲ با شمارهٔ ثبت ۹۱۰۴ به‌عنوان یکی از آثار ملی ایران به ثبت رسیده است.